# Sforzesca
La Sforzesca è una frazione del comune di Vigevano situata 2 km a sud della città. La località è famosa per la grande cascina, denominata "Colombarone", fatta costruire nel 1486 su commissione di Ludovico Maria Sforza, detto il Moro, duca di Milano.

## Storia

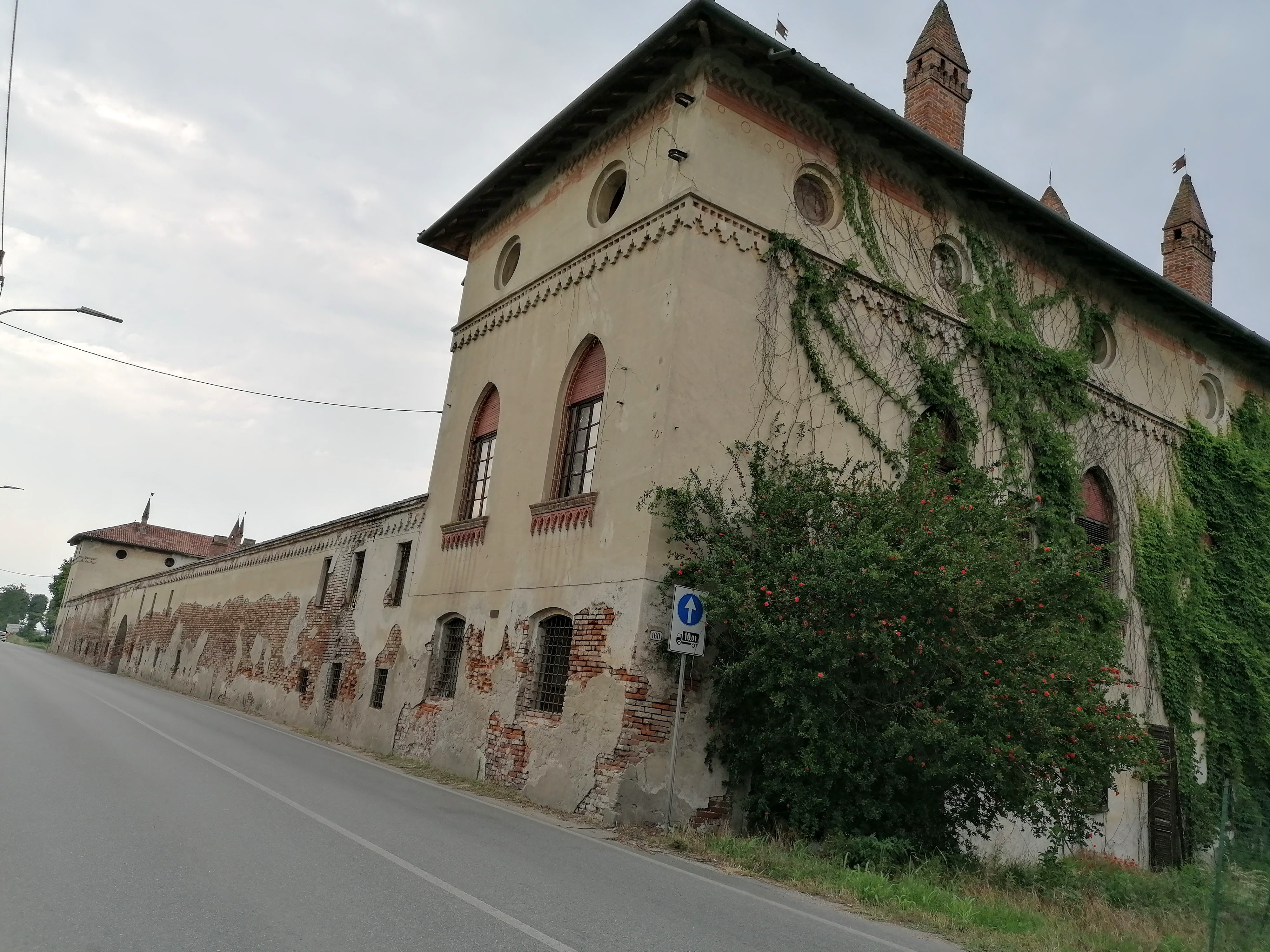
Uno dei quattro "colombaroni".

La storia della Sforzesca inizia nel 1486, con la costruzione di una residenza di caccia commissionata da Ludovico il Moro all'ingegner Guglielmo da Camino.
Con atto di donazione del 28 gennaio 1494, la Sforzesca fu donata da Ludovico il Moro alla moglie Beatrice d'Este, con tutte le relative possessioni, fortilizi e diritti feudali a esse connessi, ossia il mero et mixto imperio, ogni tipo di giurisdizione, omaggi, immunità, etc, la facoltà di amministrarle secondo il proprio arbitrio, deputare castellani, pretori, ufficiali, etc, nonché di fruizione delle rendite. Alla morte dell'amata Beatrice, Ludovico donò la Sforzesca al convento di Santa Maria delle Grazie a Milano, nella cui chiesa era sepolta la moglie, affinché continuasse simbolicamente a essere possesso perpetuo di lei.
Anche Leonardo da Vinci soggiornò presso la Sforzesca collaborando al miglioramento del territorio con progetti idraulici per permettere una migliore irrigazione dei campi. Nel codice Leicester sono presenti disegni che ritraggono il "molino della Scala", una struttura a scalini dove scorreva l'acqua, ancora presente ai giorni nostri.

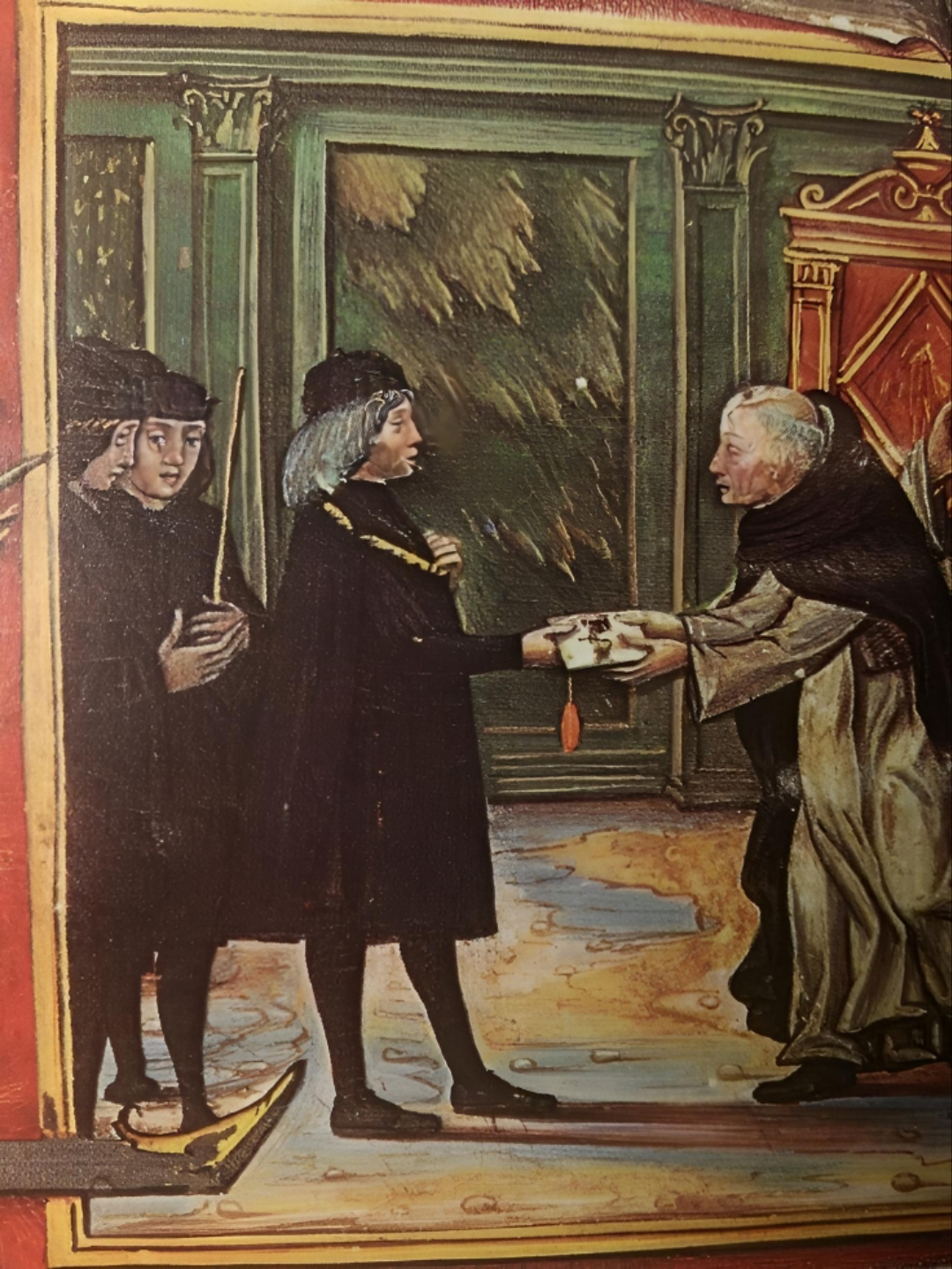
Miniatura raffigurante l'atto di donazione di Ludovico al convento di S. Maria delle Grazie (1497).

Presso La Sforzesca, il 21 marzo 1849 ebbe luogo l'omonima battaglia combattuta durante la Prima guerra di indipendenza italiana.

## Monumenti e luoghi d'interesse

### Architetture civili

#### Castello-Villa La Sforzesca
Il complesso presenta la disposizione tipica dei castelli di impronta sforzesca, con quattro corpi di fabbrica ad uso abitativo (i "colombaroni") al posto dei classici torrioni d'angolo, a proteggere l'impianto di forma quadrata. I colombaroni sono ornati da finestre ad arco acuto e fregi "a dente di sega".